# 54e cérémonie des Grammy Awards
 (mai 2025).
La 54e cérémonie des Grammy Awards s'est déroulée le 12 février 2012 au Staples Center à Los Angeles (Californie). Elle a été marquée par la mort de Whitney Houston, la veille même de la cérémonie.

## Chansons
| Artiste(s)                                                                     | Chanson(s) |
| ------------------------------------------------------------------------------ | --- |
| Bruce Springsteen E Street Band                                                | We Take Care of Our Own                                                                                                |
| Bruno Mars                                                                     | Runaway Baby |
| Alicia Keys Bonnie Raitt                                                       | Hommage à Etta James A Sunday Kind of Love                                                                             |
| Chris Brown                                                                    | Turn Up the Music Beautiful People                                                                                     |
| Jason Aldean Kelly Clarkson                                                    | Don't You Wanna Stay                                                                                                   |
| Foo Fighters                                                                   | Walk |
| Rihanna Coldplay                                                               | We Found Love Princess of China Paradise                                                                               |
| Maroon 5 Foster the People The Beach Boys                                      | Célébration du cinquantenaire de la formation du groupe The Beach Boys Surfer Girl Wouldn't It Be Nice Good Vibrations |
| Paul McCartney Diana Krall Joe Walsh                                           | My Valentine |
| The Civil Wars                                                                 | Barton Hollow |
| Taylor Swift                                                                   | Mean |
| Katy Perry                                                                     | E.T. Part of Me |
| Adele                                                                          | Rolling in the Deep |
| The Band Perry Blake Shelton Glen Campbell                                     | Gentle on My Mind Southern Nights Rhinestone Cowboy                                                                    |
| Tony Bennett Carrie Underwood                                                  | It Had to Be You |
| Jennifer Hudson                                                                | Hommage à Whitney Houston I Will Always Love You                                                                       |
| Chris Brown David Guetta Lil Wayne Foo Fighters deadmau5                       | I Can Only Imagine Rope Raise Your Weapon                                                                              |
| Nicki Minaj                                                                    | Roman Holiday |
| Paul McCartney Bruce Springsteen Dave Grohl Rusty Anderson Brian Ray Joe Walsh | Golden Slumbers Carry That Weight The End                                                                              |

## Récompenses

### Catégories générales
Les listes suivantes se compose des nommées pour les prix avec les gagnants marqués en gras. 
Album de l'année
- 21 – Adele[1]
- Wasting Light – Foo Fighters
- Born This Way – Lady Gaga
- Doo-Wops & Hooligans – Bruno Mars
- Loud – Rihanna

Enregistrement de l'année
- Rolling in the Deep – Adele
- Holocene – Bon Iver
- Grenade – Bruno Mars
- The Cave – Mumford & Sons
- Firework – Katy Perry

Chanson de l'année
- Rolling in the Deep - Adele
- All of the Lights - Kanye West
- The Cave – Mumford & Sons
- Grenade - Bruno Mars
- Holocene – Bon Iver

Meilleur nouvel artiste
- Bon Iver
- The Band Perry
- J. Cole
- Nicki Minaj
- Skrillex

Meilleure performance pop en solo
- Someone like You - Adele
- Yoü and I - Lady Gaga
- Grenade - Bruno Mars
- Firework - Katy Perry
- Fuckin' Perfect - Pink

Meilleur duo pop/performance de groupe
- Body and Soul - Tony Bennett & Amy Winehouse
- Dearest - The Black Keys
- Paradise - Coldplay
- Pumped Up Kicks  - Foster the People
- Moves Like Jagger - Maroon 5 & Christina Aguilera

Meilleur album pop instrumental
- The Road From Memphis - Booker T. Jones
- Wish Upon A Star - Jenny Oaks Baker
- E Kahe Malie - Daniel Ho
- Hello Tomorrow - Dava Koz
- Setzer Goes instru-Mental! - Brian Setzer

Meilleur album pop vocal
- Born This Way - Lady Gaga
- The Lady Killer - Cee Lo Green
- 21 - Adele
- Doo-Wops & Hooligans - Bruno Mars
- Loud - Rihanna

Meilleur enregistrement de danse
- Scary Monsters and Nice Sprites - Skrillex
- Raise Your Weapon - Deadmau5 & Greta Svabo Bech
- Barbra Streisand - Duck Sauce
- Sunshine - David Guetta & Avicii
- Call Your Girlfriend - Robyn
- Save the World - Swedish House Mafia

Meilleur album dance/electro
- Scary Monsters and Nice Sprites - Skrillex
- Zonoscope - Cut Copy
- Nothing but the Beat - David Guetta
- 4x4=12 - Deadmau5
- Body Talk, Pt.3 - Robyn

Meilleur album pop vocal traditionnel
- Duets 2 - Tony Bennett & divers artistes
- The Gift - Susan Boyle
- In Concert On Broadway - Harry Connick Jr.
- Music Is Better Than Words - Seth MacFarlane
- What Matters Most - Barbra Streisand

Meilleure interprétation rock
- Walk - Foo Fighters
- Every Teardrop Is A Waterfall - Coldplay
- The Cave - Mumford & Sons
- Lotus Flower - Radiohead
- Down by the Water - The Decemberists

Meilleure hard rock/metal performence
- White Limo - Foo Fighters
- On the Backs of Angels - Dream Theater
- Curl of the Burl - Mastodon
- Public Enemy No.1 - Megadeth
- Blood in My Eyes - Sum 41

Meilleure chanson rock
- Walk - Foo Fighters
- The Cave - Mumford & Sons
- Down by the Water - The Decemberists
- Every Teardrop Is a Waterfall - Coldplay
- Lotus Flower - Radiohead

Meilleur album rock
- Wasting Light - Foo Fighters
- Rock'N'Roll Party Honoring Les Paul - Jeff Beck
- Come Around Sundown - Kings of Leon
- I'm with You - Red Hot Chili Peppers
- The Whole Love - Wilco

Meilleur album de musique alternative
- Bon Iver - Bon Iver
- Codes and Keys - Death Cab for Cutie
- Torches - Foster the People
- Circuital - My Morning Jacket
- The King of Limbs - Radiohead

Meilleure performance R&B
- Is This Love - Corinne Bailey Rae
- Far Away - Marsha Ambrosius
- Pieces Of Me - Ledisi
- Not My Daddy - Kelly Price & Stokley
- You Are - Charlie Wilson

Meilleure performance R&B traditionnel
- Fool for You - Cee Lo Green & Melanie Fiona
- Sometimes I Cry - Eric Benét
- Radio Message - R.Kelly
- Good Man - Raphael Saadiq
- Surrender - Betty Wright & The Roots

Meilleure chanson R&B
- Fool for You - Cee Lo Green & Melanie Fiona
- Far Away - Marsha Ambrosius
- Not My Daddy - Kelly Price & Stokely
- Pieces Of Me - Ledisi
- You Are - Charlie Wilson

Meilleur album R&B
- F.A.M.E. - Chris Brown
- Second Chance - El DeBarge
- Love Letter - R.Kelly
- Pieces Of Me - Ledisi
- Kelly - Kelly Price

Meilleure performance rap
- Otis - Jay-Z & Kanye West
- Look At Me Now - Chris Brown, Lil Wayne & Busta Rhymes
- The Show Goes On - Lupe Fiasco
- Moment 4 Life - Nicki Minaj & Drake
- Black and Yellow - Wiz Khalifa

Meilleure collaboration rap/sung
- All of the Lights - Kanye West, Rihanna, Kid Cudi & Fergie
- Party - Beyoncé & André 3000
- I'm On One - Dj Khaled, Drake, Rick Ross & Lil Wayne
- I Need a Doctor - Dr.Dre, Eminem & Skylar Grey
- What's My Name? - Rihanna & Drake
- Motivation - Kelly Rowland & Lil Wayne

Meilleure chanson rap
- All of the Lights - Kanye West, Rihanna, Kid Cudi & Fergie
- Black and Yellow - Wiz Khalifa
- Look At Me Now - Chris Brown, Lil Wayne & Busta Rhymes
- Otis - Jay-Z & Kanye West
- The Show Goes On - Lupe Fiasco

Meilleur album rap
- My Beautiful Dark Twisted Fantasy - Kanye West
- Watch The Throne - Jay-Z & Kanye West
- Tha Carter IV - Lil Wayne
- Lasers - Lupe Fiasco
- Pink Friday - Nicki Minaj

Meilleure performance country en solo
- Mean - Taylor Swift
- Dirt Road Anthem - Jason Aldean
- I'm Gonna Love You Through It - Martina McBride
- Honey Bee - Blake Shelton
- Mama's Song - Carrie Underwood

Meilleure performance de country duo/groupe
- Barton Hollow - The Civil Wars
- Don't You Wanna Stay - Jason Aldean & Kelly Clarkson
- You And Tequila - Kenny Chesney & Grace Potter
- Are You Gonna Kiss Me Or Not - Thompson Square

Meilleure chanson country
- Mean - Taylor Swift
- Are You Gonna Kiss Me Or Not - Thompson Square
- God Gave Me You - Blake Shelton
- Just Fishin' - Trace Adkins
- Threaten Me With Heaven - Vince Gill
- You And Tequila-Kenny Chesney & Grace Potter

Meilleur album country
- Own The Night - Lady Antebellum
- My Kinda Party - Jason Aldean
- Chief - Eric Church
- Red River Blue - Blake Shelton
- Here for a Good Time - George Strait
- Speak Now - Taylor Swift

Meilleur album new age
- What’s It All About - Pat Metheny
- Northern Seas - Al Conti
- Gaia - Michael Brant DeMaria
- Wind, Rock, Sea & Flame - Peter Kater
- Instrumental Oasis, Vol.6 - Zamora

Meilleur solo jazz improvisé
- 500 Miles High - Chick Corea
- All or Nothing at All (en) - Randy Brecker
- You Are My Sunshine - Ron Carter
- Work - Fred Hersch
- Sonnymoon For Two - Sonny Rollins

Meilleur album de jazz vocal
- The Mosaic Project  - Terri Lyne Carrington & divers artistes
- 'Round Midnight - Karrin Allyson
- The Gate - Kurt Elling
- American Road - Tierney Sutton
- The Music Of Randy Newman - Roseanna Vitro

Meilleur album de jazz instrumental
- Forever - Corea, Clarke & White
- Bond:The Paris Session - Gerald Clayton
- Alone At The Vanguard - Fred Hersch
- Bird Songs - Joe Lovano & Us Five
- Road Shows, Vol.2 - Sonny Rollins
- Timeline - Yellowjackets

Meilleur album grand ensemble de jazz
- The Good Feeling - Christian McBride Big Band
- The Jazz Ballad song book - Randy Brecker & DR Big Band
- 40 Acres And A Burro - Arturo O'Farrill & The Afro Latin Jazz Orchestra
- Legacy - Gerald Wilson Orchestra
- Alma Adentro:The Puerto Rican Songbook - Miguel Zenòn

Meilleure gospel/la musique chrétienne contemporaine
- Jesus - Le'Andria Johnson
- Do Everything - Steven Curtis Chapman
- Alive (Mary Magdalene) - Natalie Grant
- Your Love - Brandon Heath
- I Lift My Hands - Chris Tomlin

Meilleure chanson gospel
- Hello Hear - Kirk Franklin
- Sitting With Me - Mary Mary
- Spiritual - Donald Lawrence
- Trust Me - Richard Smallwood
- Window - Canton Jones

Meilleure chanson de la musique chrétienne contemporaine
- Blessing - Laura Story
- Hold Me - Jamie Grace Harper & Toby McKeehan
- I Lift My Hands - Chris Tomlin
- Strong Enough - Matthew West
- Your Love - Brandon Heath

Meilleur album gospel
- Hello Hear - Kirk Franklin
- The Love Album - Kim Burrell
- The Journey - Andraé Crouch
- Something Big (en) - Mary Mary
- Angel & Chanelle Deluxe Edition - Trin-I-Tee 5:7

Meilleur album de musique contemporaine chrétienne
- And If Our God Is For Us... - Chris Tomlin
- Ghosts Upon The Earth - Gungor
- Leaving Eden - Brandon Heath
- The Great Awakening - Leeland
- What If We Were Real - Mandisa
- Black & White - Royal Tailor

Meilleur album pop, rock ou urbain latin
- Drama Y Luz - Maná
- Entren Los Que Quieran - Calle 13
- Entre La Ciudad Y El Mar - Gustavo Galindo
- Nuestra - La Vida Bohème
- Not So Commercial - Los Amigos Invisibles

Meilleur album mexicain régional ou tejano
- Bicentenario - Pepe Aguilar
- Orale - Mariachi Divas De Cindy Shea
- Amor A La Musica - Mariachi Los Arrieros Del Valle
- Eres Un Farsante - Paquita la del Barrio
- Huevos Rancheros - Joan Sebastian

Meilleur groupe ou norteño album
- Los Tigres Del Norte And Friends - Los Tigres Del Norte
- Estare Mejor - El Güero Y Su Banda Centenario
- Intocable 2011 - Intocable
- El Arbol - Los Tucanes de Tijuana
- No vengo A Ver Si Puedo...Si Por Que Puedo Vengo - Michael Salgado

Meilleur album tropical latin
- The Last Mambo - Cachao
- Homenaje A Los Rumberos - Edwin Bonilla
- Mongorama - José Rizo's Mongorama

Meilleur album americana
- Ramble At The Ryman - Levon Helm
- Emotional Jukebox - Linda Chorney
- Pull Up Some Dust and Sit Down - Ry Cooder
- Hard Badgain - Emmylou Harris
- Blessed - Lucinda Williams

Meilleur album bluegrass
- Paper Airplane - Alison Krauss & Union Station
- Reason And Rhyme:Bluegrass Songs By Robert Hunter & Jim Lauderdale - Jim Lauderdale
- Rare Bird Alert - Steve Martin & The Steep Canyon Rangers
- Old Memories:The Songs Of Bill Monroe - The Del McCoury Band
- A Mother's Prayer - Ralph Stanley
- Sleep With One Eye Open - Chris Thile & Michael Daves

Meilleur album de blues
- Revelator - Tedeschi Trucks Band
- Low Country Blues - Gregg Allman
- Roadside Attractions - Marcia Ball
- Man in Motion - Warren Haynes
- The Refection - Keb Mo

Meilleur album folk
- Barton Hollow - The Civil Wars
- I'll Never Get Out Of This World Alive - Steve Earle
- Helplessness Blues - Fleet Foxes
- Ukulele Songs - Eddie Vedder
- The Harrow & The Harvest - Gillian Welch

Meilleur album de musique régional des racines
- Rebirth Of New Orleans - Rebirth Brass Band
- Can't Sit Down - C.J. Chenier
- Wao Akua-the Forest Of The Gods - George Kahumoku Jr.
- Grand Isle - Steve Riley and The Mamou Playboys
- Not Another Polka - Jimmy Sturr & His Orchestra

Meilleur album reggae
- Revelation Pt 1: The Roots Of Life - Stephen Marley
- Harlem-Kingston Express Live! - Monty Alexander
- Reggae Knights - Israel Vibration
- Wild and Free - Ziggy Marley
- Summer In Kingston - Shaggy

Meilleur album de musique du monde
- Tassili - Tinariwen
- AfroCubism - AfroCubism
- Africa For Africa - Femi Kuti
- Songs From A Zulu Farm - Ladysmith Black Mambazo

Meilleur album pour enfants
- All About Bullies...Big And Small - Jim Cravero, Gloria Domina, Kevin Mackie, Steve Pullara & Patrick Robinson
- Are We There Yet? - The Papa Hugs Band
- Fitness Rock & Roll - Miss Amy
- GulfAlive - The Banana Plant
- I Love: Tom T. Hall's Songs Of Fox Hollow - Eric Brace & Peter Cooper

Meilleur album spoken word (inclus poésie, livres audio & narration)
- If You Ask Me (Of Course You Won't) - Betty White
- Bossypants - Tina Fey
- Fab Fan Memories-The Beatles Bond - Nathan Burbank, Bryan Cumming, Denis Scott & David Toledo
- Hamlet (William Shakespeare) - Dan Donohue & Divers Artistes
- The Mark of Zorro - Val Kilmer & Cast

Meilleur album de comédie
- Hilarious - Louis C.K.
- Alpocalypse - "Weird Al" Yankovic
- Finest Hour - Patton Oswalt
- Kathy Griffin: 50 & Not Pregnant - Kathy Griffin
- Turtleneck & Chain - The Lonely Island

Meilleur album de spectacle musical
- The Book of Mormon - Josh Gad & Andrew Rannells
- Anything Goes - Sutton Foster & Joel Grey
- How to Succeed in Business Without Really Trying - John Larroquette & Daniel Radcliffe

BO de la meilleure compilation pour les médias visuels
- Boardwalk Empire: Volume 1 - Stewart Lerman, Randall Poster & Kevin Weaver
- Burlesque - Christina Aguilera
- Glee: The Music, Volume 4 - Adam Andres, Peer Amstrom & Ryan Murphy
- Raiponce - Alan Menken
- True Blood: Volume 3 - Gary Calamar

BO du meilleur score des médias visuels
- Le Discours d'un roi - Alexandre Desplat
- Black Swan - Clint Mansell
- Harry Potter et les Reliques de la Mort Part 2 - Alexandre Desplat
- The Shrine - Ryan Shore
- Tron : L'Héritage - Daft Punk

Meilleure chanson écrite pour les médias visuels
- I See The Light - Alan Menken & Glenn Slater
- Born To Be Somebody (From Never Say Never) - Diane Warren
- Christmastime Is Killing Us (From Family Guy) - Ron Jones, Seth MacFarlane & Danny Smith
- So Long (From Winnie The Pooh) - Zooey Deschanel
- Where The River Goes (From Footloose) - Zac Brown, Wyatt Durrette, Drew Pearson & Anne Preaven
- You Haven't Seen The Last Of Me (From Burlesque) - Diane Warren

Meilleure composition instrumentale
- Life In Eleven - Béla Fleck & Howard Levy
- Falling Men - John Hollenbeck
- Hunting Wabbits 3 (Get Off My Lawn) - Gordon Goodwin
- I Talk To The Trees - Randy Brecker
- Timeline - Russell Ferrante

Meilleur arrangement instrumental
- Rhapsody in Blue - Gordon Goodwin
- All or Nothing at All (en) - Peter Jensen
- In the Beginning - Clare Fischer
- Nasty Dance - Bob Brookmeyer
- Song Without Words - Carlos Franzetti

Meilleur arrangement instrumental d'accompagnement pour chanteur
- Who Can I Turn To (When Nobody Needs Me) - Jorge Calandrelli, arrangeur pour Tony Bennett & Queen Latifah
- Ao Mar - Vince Mendoza
- Moon Over Bourdon Street - Nicola Tescari, arrangeur pour Sting & The Royal Philharmonic Concert Orchestra
- On Broadway - Kevin Axt, Ray Brinker, Trey Henry, Christian Jacob & Tierney Sutton, arrangeurs pour The Tierney Sutton Band
- The Windmills of Your Mind - William Ross, arrangeur pour Barbra Streisand

Meilleure pochette de disque
- Scenes From The Suburbs - Caroline Robert, directrice artistique (Arcade Fire)
- Chickenfoot 3 - Todd Gallopo, directeur artistique (Chickenfoot)
- Good Luck & True Love - Sarah & Shauna Dodds, directrices artistiques (Reckless Kelly)
- Rivers and Homes - Jonathan Dagan, directeur artistique (J.Viewz)
- Watch the Throne - Virgil Abloh et Riccardo Tisci, directeurs artistiques (Jay-Z & Kanye West)

Meilleure présentation d'un coffret ou d'une édition limitée
- The Promise: The Darkness On The Edge Of Town Story - Dave Bett & Michelle Holme, directeur artistique (Bruce Springsteen)
- The King of Limbs - Donald Twain & Zachariah Wildwood, directeur artistique (Radiohead)
- 25th Anniversary Music Box - Matt Taylor & Ellen Wakayama, directeur artistique (Danny Elfman & Tim Burton)
- 25 Years - James Spindler, directeur artistique (Sting)
- Wingless Angels - Deluxe Edition - David Gorman, directeur artistique (Wingless Angels)